# Vigna filicaulis
Vigna filicaulis är en ärtväxtart som beskrevs av Frank Nigel Hepper. Vigna filicaulis ingår i släktet vignabönor, och familjen ärtväxter. Inga underarter finns listade i Catalogue of Life.